# لينا شبيب
لينا شبيب (1962- ) سياسية أردنية ووزيرة سابقة. شغلت منصب وزير النقل في حكومة عبدالله النسور الثانية. شغلت منصب أستاذ مشارك في جامعة الحسين التقنية منذ سنة 2018 كما عملت سابقاً كعميد في كلية الهندسة بجامعة عمان الأهلية في الفترة ما بين 2017-2018 و كمديرة مركز تميز السلامة المروية في الجامعة الألمانية الأردنية في الفترة ما بين 2010 – 2012.

## المؤهلات العلمية
درست البكالوريوس في الجامعة الأردنية تخصص هندسة مدنية في الفترة ما بين 1980 – 1985، ومن ثم حصلت على ماجستير في هندسة النقل والمرور من الجامعة نفسها في الفترة ما بين 1989 – 1992، لتنهي المرحلة التعليمية بالدكتوراة من جامعة لوند في السويد في الفترة ما بين 1995 – 2000 بتخصص هندسة وتخطيط المرور.

## السيرة
عملت في وزارة الأشغال العامة والإسكان في الفترة ما بين 1985-2002 كخبيرة مرور ونقل ومدير سلامة مرور ومستشارة في المرور. ثم أصبحت أستاذ مساعد في جامعة البلقاء التطبيقية في الفترة ما بين 2002 وحتى 2010. شغلت منصب مديرة مركز تميز السلامة المروية في الجامعة الألمانية الاردنية 2010-2012. بعد ذلك درست مساقات (الإحصاء، تصميم مسارات، تصميم الأرصفةـ هندسة النقل العام، إدارة المشاريع، هندسة النقل، هندسة المطارات، تخطيط النقل الحضري) في جامعة عمان الأهلية من سنة 2012 وحتى هذه الفترة.
تم تعيين لينا شبيب في وزارة النقل الأردنية في حكومة عبد الله النسور. قامت بحضور الجمعية العمومية لشركة الجسر العربي للملاحة بالقاهرة في الحادي والثلاثون من ديسمبر لعام 2013 حيث ناقشت طرق لتحسين النقل والأتصالات في مصر والعراق. في يوليو عام 2015 وتحت رئاساتها قامت وزارة النقل الأردنية بعمل شكوى مع منظمة الطيران المدني الدولية ضد أسرائيل بسبب إنشاء مطار رامون في وادي تمنة، حيث تقول الشكوى أن هذا المطار الجديد سيكون قريب جدًا من مطار الملك حسين الدولي بالعقبة وانه من الممكن أن يؤثر على الحركة الجوية بالمطار.

## المناصب
وزيرة النقل.

## العضويات
- عضو هيئة إدارة جمعية الطرق.
- عضو هيئة إدارة سابق في جمعية الوقاية من حوادث الطرق.
- عضو في اللجنة الدولية لنظريات سلامة الطرق في النمسا.